# Agnes Mukabaranga
Agnes Mukabaranga là một chính trị gia người Rwanda. Mukabaranga là thành viên của Đảng Dân chủ Thiên chúa giáo (PDC) và là thành viên của cả Quốc hội Liên minh châu Phi và cựu thành viên của cả Quốc hội và Thượng viện Rwanda. Cô là một luật sư chuyên nghiệp.

## Sự nghiệp chính trị
Mukabaranga được bổ nhiệm làm thành viên khai mạc của Quốc hội chuyển tiếp, được thành lập sau cuộc diệt chủng năm 1994 của Rwanda, và dựa trên Hiệp định Arusha đã đồng ý vào năm trước. Năm 2003, một hiến pháp vĩnh viễn mới đã được phê chuẩn cho quốc gia này trong một cuộc trưng cầu dân ý, thành lập một nhà nước đa đảng với một quốc hội lưỡng viện bao gồm một thượng viện và một phòng đại biểu. Mukabaranga được bổ nhiệm vào thượng viện mới sau cuộc bầu cử Paul Kagame làm tổng thống đầu tiên theo hiến pháp mới. Cô là một trong 39 phụ nữ được bầu hoặc bổ nhiệm vào quốc hội năm đó, so với 41 người đàn ông. Hứa sẽ đấu tranh cho công lý và hòa giải ở đất nước sau nạn diệt chủng, bà nhấn mạnh vai trò của phụ nữ trong quá trình này, nói rằng "Phụ nữ sẵn sàng thỏa hiệp hơn, yêu hòa bình hơn và hòa giải hơn".
Năm 2013, trước khi rời thượng viện, Mukabaranga đã được bầu với nhiệm kỳ sáu tháng với tư cách là người phát ngôn của Diễn đàn tư vấn quốc gia cho các đảng chính trị, một vai trò mà cô giữ cùng với một y tá và người mới chính trị, Sylvie Mpongera của Đảng Xã hội Rwanda (PSR).

## Cuộc sống cá nhân
Agnes Mukabaranga mất anh em trong cuộc diệt chủng Rwanda, và là mẹ của bốn đứa con.